# Saint-Jean-Lagineste
Saint-Jean-Lagineste é uma comuna francesa na região administrativa de Occitânia, no departamento de Lot. Estende-se por uma área de 12,66 km². Em 2010 a comuna tinha 360 habitantes (densidade: 28,4 hab./km²).